# Міністерство праці (фільм, 1950)
«Міністерство праці» (фр. Quai de Grenelle) — французький кінофільм с Луї де Фюнесом.

## Ролі виконують
- Анрі Відаль — Жан-Луї Саваляд, мисливець за гадюками
- Марія Мобан — Мадо
- Франсуаза Арнуль — Симона Лемі
- Луї де Фюнес — продавець крамниці з товарами проти гадюк

## Сюжет
Після аварії, масштаби якої були перебільшені, пара журналістів звинувачує змієлова в здійсненні злочину. Зраджений своїм найкращим другом, він вирішує померти.